# Ferdinandsstein

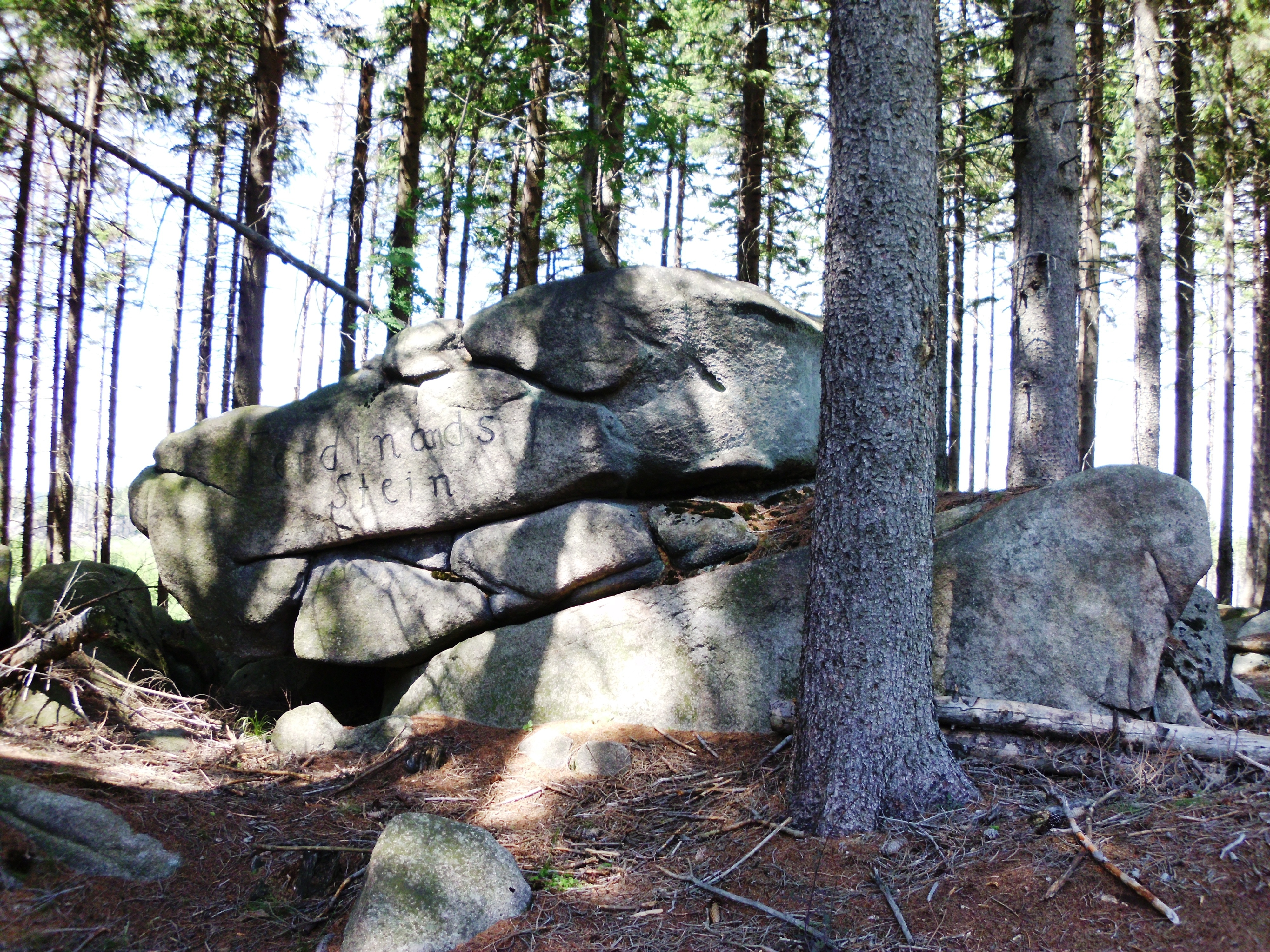
Ferdinandsstein

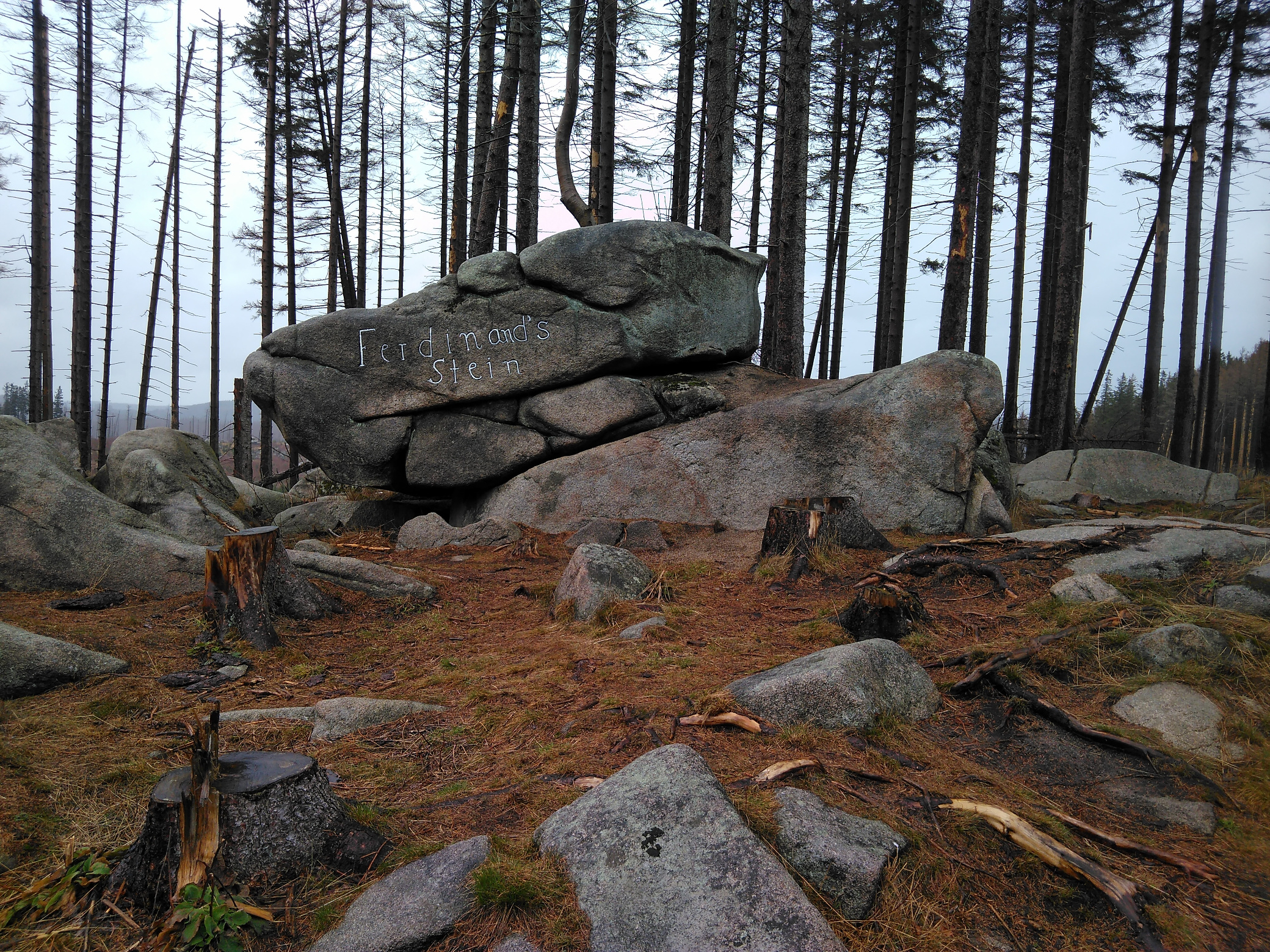
Ferdinand’s Stein im März 2019

Der Ferdinandsstein, auch Ferdinands Stein genannt, ist ein Granitfelsen nahe Ilsenburg im Harz im Landkreis Harz in Sachsen-Anhalt.

## Geographische Lage
Der Ferdinandsstein befindet sich innerhalb des Naturpark Harz/Sachsen-Anhalt im Nationalpark Harz rund 5 km südsüdwestlich von Ilsenburg. Er liegt auf den Hochlagen zwischen Oberem Gebbertsberg (ca. 640 m ü. NHN) im Nordwesten und Wolfsberg (ca. 675 m) im Ostnordosten. Etwa 250 m westlich des Felsens (639 m) ist auf topographischen Karten ein Vermessungspunkt auf 638,6 m Höhe verzeichnet.

## Gedenkstein
Der Ferdinandsstein erinnert an den letzten freilebenden Wolf, der im Harz erlegt wurde.
Nahe dem Ferdinandsstein, in den der Schriftzug Ferdinand’s Stein eingemeißelt ist, befindet sich ein Felsen mit der eingemeißelten Inschrift: „Hier schoß Ferdinand Graf zu Stolberg-Wernigerode am 23ten Merz 1798 einen Wolf“.

## Wandern
Der abseits im Wald liegende Ferdinandsstein ist zum Beispiel so zu erreichen: vom Waldgasthaus Plessenburg im Nordosten auf dem Schindelstieg, von den Wolfsklippen im Südosten anfangs auf dem Alexanderstieg – die Weißen Steine passierend – und später auf dem Schindelstieg und von den Ilsefällen im Westen erst auf dem Schlüsie Weg und dann auf dem Schindelstieg.
Der Felsen ist als Nr. 16 in das System der Stempelstellen der Harzer Wandernadel einbezogen. Früher befand sich die Stempelstelle 16 (Treppenstieg / Brücknerweg) knapp 5 km südöstlich an der Weggabelung (ca. 650 m Höhe; ⊙) von Treppenstieg und Brücknerweg.